# Федеральная демократическая республиканская партия
Федеральная демократическая республиканская партия (исп. Partido Republicano Democrático Federal, PRDF, другое название — Республиканская федеральная партия — исп. Partido Republicano Federal, PRF) — левоцентристская либеральная партия, основанная в 1868 году сразу после Славной революции членами левого крыла Демократической партии и республиканцами-федералистами, поставившими перед собой цель создать в Испании светскую и демократическую федеративную республику. В партии существовали четыре фракции: кантоналисты (автономисты), локалисты, утопические социалисты и каталанисты.
Правящая партия в период Первой Испанской республики (1873—1874), но потерпела неудачу в своей цели укрепления республиканской формы правления и установления федерализма. Во время Первой реставрации одна из основных партий республиканского фланга. После смерти своего основателя и многолетнего лидера Франсеска Пи и Маргаля партия практически исчезла с политической сцены и была возрождена в 1930 году. Прекратила своё существование вскоре после начала Гражданской войны.

## История

### Основание
Демократическая партия была одной из трёх политических сил, которые устроили революцию 1868 года, положившую конец правлению королевы Изабеллы II и испанских Бурбонов. Союзниками демократов были Прогрессивная партия генерала Жоана Прима, двумя годами ранее подписавшая с ней «Пакт Остенде» (исп. Pacto de Ostende), и, примкнувший к ним впоследствии, Либеральный союз генерала Франсиско Серрано. В период с октября по ноябрь 1868 года Демократическая партия провела в Мадриде три совещания, по крайней мере одно из них прошло под председательством Хосе Марии Оренсе, исторического лидера демократов. В результате состоявшейся дискуссии было принято решение добиваться смены формы правления с монархии на федеративную республику и соответственно изменено название партии с Демократической на Республиканскую Федеральную. Меньшинство демократов, которые выступали за установление в Испании «демократической монархии», вышли из партии, сформировав группу монархистов-демократов, позднее названную «кимврами», во главе с Кристино Мартосом и Бальби и Николасом Марией Риверо. По словам испанского историка Хорхе Вильчеса, «кимвры» также являлись сторонниками республиканской формы правления, но занимали более умеренные позиции, полагая необходимым отложить провозглашение республики до повышения уровня политического образования испанского народа, урегулирования индивидуальных прав и достижения готовности либеральных партий.
Как и другие партии того времени Республиканской федеральной не хватало организационной структуры и определённой программы, фактически она реально существовал только в период выборов.

### Регентство (1868—1870)
Партия приняла участие в выборах в Учредительные кортесы 15 января 1869 года, назначенные Временным правительством. Это были первые выборы в так называемое «Демократическое шестилетие» (исп. Sexenio Democrático), период в истории Испании, начавшийся 30 сентября 1868 года с низвержения королевы Изабеллы II во время Славной революции и завершившийся 29 декабря 1874 года реставрацией Бурбонов, когда генерал Арсенио Мартинес де Кампос сверг республиканское правительство и королём стал сын Изабеллы Альфонсо XII. Главным соперником федералистов стала проправительственная Прогрессивно-либеральная коалиция, сформированная генералом Жоаном Примом при участии Прогрессивной партии, Либерального союза и демократов-монархистов. Несмотря на «моральное влияние», оказываемое властями на избирателей, партия заняла на выборах второе место, сумев завоевать 85 мандатов, почти четверть от общего количества. Наибольшую поддержку федералисты получили в Каталонии и Андалусии, в частности выиграв все 6 мест в Барселоне.
Во время обсуждения в парламенте новой конституции парламентская группа республиканцев-федералистов во главе с Эстанислао Фигерасом жёстко раскритиковала её. По их мнению, проект не обеспечивал национальный суверенитет, так как не предусматривал всеобщее избирательное право для мужчин и наделял монарха полномочиями главы исполнительной власти. Также республиканцы-федералисты считали, что проект не устанавливает чёткого разделения церкви и государства и не институализирует национальную милицию. Кроме того, они выступили против существования Сената, отстаивая идею однопалатного парламента. Фигерас даже заявил, что если бы они знали, что революция 1868 года завершится всего лишь сменой династии то не стали бы участвовать в ней. Во время окончательного голосования за утверждение Конституции 1869 года 55 федералистских депутатов проголосовали против неё. Всё же позднее Конституцию подписали 39 депутатов из числа «умеренных», возглавляемых Эмилио Кастеларом, и «центристов», лидером которых был Николас Сальмерон. Лишь «непримиримые» 16 депутатов до конца сохраняли свою принципиальную позицию непризнания новой конституции, включая такие важные фигуры партии как Франсеск Пи и Маргаль, Хосе Мария Оренсе, Фернандо Гарридо и Хосе Пол и Ангуло. Это было первое формальное выражение внутреннего разделения, которое фактически существовало в партии начиная с 1850-х—1860-х годов, когда она называлась Демократической.
В мае 1869 года по предложению каталонских республиканцев-федералистов был подписан «Пакт Тортоса», участниками которого стали республиканцы четырёх территорий бывшей Арагонской короны (Каталония, Арагон, Валенсия и Мальорка). Позднее были заключены четыре подобных пакта в других испанских регионах. Заключение региональных пактов привело к тому что партия начала приобретать федеральную организационную структуру в соответствии с границами старых испанских государств (исп. antiguos reinos hispánicos), существовавших до образования единой Испании, и которые в дальнейшем, как предполагалось, должны были стать субъектами испанской федеративной республики. В июле 1869 года по инициативе Франсеска Пи был подписан «Национальный пакт» (исп. Pacto Nacional). У партии впервые появился постоянный центральный орган управления под названием «Федеральный совет» (исп. Consejo Federal). В этом процессе отказалась участвовать группа сторонников Эмилио Кастеллара, которые не поддерживали чрезмерную, на их взгляд, федерализацию будущей республики.
В сентябре и октябре 1869 года в нескольких городах произошло вооружённое восстание «непримиримых» федералистов. Наибольший размах оно приняло в Валенсии. Поводом для него стал циркуляр министра внутренних дел прогрессиста Пракседеса Матео Сагасты, в которым он приказывал префектам подавлять любые действия, противоречащие Конституции. Циркуляр был направлен главным образом против карлистских мятежей, которые имели место в июле, и убийства гражданского губернатора Таррагона, совершённого, якобы, республиканцами. «Непримиримые» федералисты восприняли циркуляр Сагасты как попытку временного правительства уничтожить их, что в их глазах оправдывало применение «права на восстание». В ответ 5 октября премьер-министр Жоан Прим добился от Кортесов приостановки конституционных гарантий и прекращения полномочий депутатов-федералистов. Правительству удалось силой подавить восстание, в котором участвовало до 40 000 человек.
6 марта 1870 года председатель Федерального совета партии Франсеск Пи созывает Федеральное Собрание (исп. Asamblea Federal). Его участники заявили, что партия будет добиваться провозглашения в Испании федеративной демократической республики, исключив возможность поддержки унитарной республики. Стратегию партии было поручено определять совету во главе с Пи и Маргалем при участии Эстанислао Фигераса, Эмилио Кастелара, Хосе Марии Оренсе и валенсийского республиканца Висенте Барберы. Кроме того, Франсеск Пи должен был подготовить манифест о федерализма. Манифест был опубликован 6 мая и предусматривал создание федеративной республики снизу вверх через последовательное заключение пактов между муниципалитетами об объединение в кантоны (регионы) и затем уже между кантонами. В ответ на это 7 мая сторонники Эмилио Кастелара выпустили альтернативный манифест под названием «Декларация республиканской прессы Мадрида» (исп. Declaración de la prensa republicana de Madrid), который был подписан, в частности, директором газеты «Дискуссия» (исп. La Discusión) Бернардо Гарсией, директором газеты «Универсальный суверенитет» (исп. La Soberanía Universal) Мигелем Хорро и депутатом Санчесом Руано. Из этого противостояние победителем вышел Пи и Маргаль.

### ЦарствованиеАмадео I(1871—1873)
Когда в ноябре 1870 года кортесы провозгласили Амадео I в качестве нового короля Испании, были предприняты попытки восстания. Франсеск Пи и Эмилио Кастелар выступили как сторонники «законных средств» и против применения насилия. В марте 1871 года состоялись первые при новом монархе выборы. Умеренные федералисты, не признав избрания королём Амадео I, попытались превратить выборы в своего рода референдум, надеясь победить и тем самым добиться того, что Кастелар назвал «конституционным развенчанием». «Непримиримые», тем временем, выступили против участия в выборах, рассматривая его как сотрудничество с новой монархией. В итоге федералисты всё же приняли участие в выборах, вновь заняв второе место после Прогрессивно-либеральной коалиции во главе с генералом Франсиско Серрано, сменившим Жоана Прима, убитого в декабре 1870 года республиканцами. Партии удалось завоевать 52 места (13,3 % от общего количества).
Внутрипартийный раскол попытались преодолеть путём созыва нового Федерального собрания, которое состоялось в апреле и мае 1871 года. Была сформирована комиссия во главе с Николасом Сальмероном и Эдуардо Чао Фернандесом для разработки проекта конституции федеративной республики. Работа комиссия завершилась созданием проекта конституции, который большинство расценили как централистский и отвергли. В феврале 1872 года было созвано новое Федеральное собрание, которое не смогло обсудить проект конституции, не собрав необходимого для этого кворума.
В апреле 1872 года состоялись выборы в парламент. Федералисты смогли сохранить свои позиции, вновь завоевав 52 мандата. (13,3 % от общего количества). Третьей силой парламента стали радикалы Мануэля Руиса Соррильи, получившие 42 места. 16 июня Руис Соррилья стал во главе правительства. Это привело к новому расколу среди федералистов, между «доброжелателями» (исп. benevolentes), которые приняли стратегию Эмилио Кастелара на сотрудничество с радикальным правительством и были поддержаны Советом, включая его председателя Франсеско Пи, и сторонниками жёсткой линии, защищавшими идею вооружённого сопротивления. Оказавшись в меньшинстве, «непримиримые» стали образовывать свои местные и провинциальные клубы и комитеты, а также издавать свои газеты. В августе того же 1872 года состоялись досрочные выборы. Победу на них одержали радикалы Руиса Соррильи, а федералисты в который уже раз стали вторыми, получив 78 мест из 391.

### Первая республика (1873—1874)
Провозглашение Первой Испанской республики в феврале 1873 года, как это ни парадоксально, лишь усугубило раскол среди федералистов. Депутаты парламента от партии поддержали легалистическую политику Франсеско Пи, призывавшего ожидать выборы в Учредительное собрание, чтобы оно провозгласило федеративную республику и подготовило новую конституцию. Сторонники жёсткой линии в провинциях, особенно в Каталонии, Валенсии и Андалусии, хотели добиваться немедленного осуществления реформ, действуя независимо от руководства партии и правительства республики.
В мае 1873 года были проведены выборы в Кортесы Республики, на которых впервые в своей истории республиканцы-федералисты одержали победу. Республиканская федеральная партия смогла завоевать 346 мандатов (88,49 %). Во многом причина такой убедительной победы кроется в том, что на выборах не были представлены карлисты (как раз шла Третья карлистская война), радикалы (который возглавляли две попытки переворота и были изгнаны из правительства Фигераса в апреле 1873 года), конституционалисты Сагасты и консерваторы, монархисты-альфонсинас (Антонио Кановаса) и Умеренная партия.
После выборов депутаты-федералисты разделились на три группы:
- «непримиримые» (около 60 депутатов), выступали за то чтобы все ветви власти, законодательной, исполнительной и судебной, должны быть ориентированы на построение федеративной республики и проведение радикальных социальных реформ, которые позволили бы улучшить условия жизни простого народа. Явного лидера не имели, наибольшим авторитетом среди «непримиримых» пользовались Хосе Мария Оренсе, а также Николас Эстеванес, Франсиско Диас Кинтеро, генералы Хуан Контрерас и Блас Пьеррад, писатели Роке Барсия и Мануэль Фернандес Эрреро;
- «центристы» во главе с Франсеско Пи. Они, как «непримиримые», выступали за построение федеративной республики, но сверху вниз, то есть, не через заключение на местах пактов, а вначале подготовить федеральную Конституцию, а затем приступить к формированию кантонов (субъектов федерации). Число депутатов-центристов было невелико, к тому же они не всегда голосовали консолидированно, в то же время часто поддерживали предложения «непримиримых»;
- «умеренные» во главе с Эмилио Кастеларом и Николасом Сальмероном. Выступали за демократическую республику, отвергали превращение парламента в революционный орган власти, как и центристы полагали, что приоритетом парламента должно быть принятие новой конституции. Ориентировались на модель французской республики, в отличие от «непримиримых» и центристов, которым были ближе модели федеративных республик Швейцарии и США. В свою очередь, «умеренные» делились на последователей Кастелара, выступавшего за сотрудничество с радикалами и конституционалистами, и сторонников Сальмерона, который полагал, что Республика должна быть основана на союзе «старых» республиканцев.

В начале июля 1873 года началась так называемая Кантональная революция, которую возглавил Комитет общественной безопасности, созданный 10 июля в Мадриде приверженцами «жёсткой линии». Неудавшаяся революция в то же время привела к отставке Франсеска Пи с поста главы правительства. После этого власть в республике перешла в руки «умеренных» и связанных с консервативных республиканцев. Первая республика продержалась недолго и была свергнута в декабре 1874 года генералом Мартинесом де Кампосом. Вскоре после падения республики в Испании была восстановлена монархия, а новым королём стал Альфонсо XII, сын свергнутой королевы Изабеллы II.

### Первая реставрация (1875—1912)
После падения республики партия была дезорганизована и несколько лет фактически не вела политической деятельности. Один из основных лидеров федералистов, Эмилио Кастелар, воссоздал Демократическую партию. За ним ушла часть лидеров и активистов партии. Были предпринято ряд неудачных попыток сближения между Эстанислао Фигерасом и Франсеском Пи. Тем не менее, в 1881 году начинается работа по оживлению партии, в которой важную роль играли Антонио Вильялонга, Жосеп Мария Вальес и Рибот, лидер федералистов Каталонии, и некоторые другие деятели. В 1883 году состоялись ряд региональных собраний и съездов, на которых был одобрен проект федеральной конституции. В апреле и мае прошёл региональный конгресс федералистов Каталонии, на котором был утверждён проект конституции Каталонского государства в составе Испанской федерации, подписанный в том числе Франсеском Суньером и Капдевила, Вальесом, Бальдомеро Лостау и Пратсом и другими. В июне того же года состоялось Ассамблея в Сарагосе.
В 1886 году возродившаяся Федеральная демократическая республиканская партия впервые с момента реставрации Бурбонов приняла участие в парламентских выборах. Итогом стало избрание путём аккумуляции голосов в Конгресс депутатов партийного лидера Франсеска Пи. Следующие выборы стали для федералистов более успешными, партии удалось провести в парламент уже четверых своих представителей. В 1893 году партия смогла увеличить своё представительство в нижней палате испанского парламента более чем в два раза, до 9 депутатов. В 1894 году принята новая программа Федеральной партии.
24 февраля 1895 года на востоке Кубе началось восстание против испанского владычества. Федеративная демократическая республиканская партия выступила против войны и за предоставление Кубе автономии, но не стала как прогрессисты, республиканцы-централисты и национал-республиканцы бойкотировать голосование. Позиция федералистов оказалась непопулярной и партия осталась без представительства в парламенте. В 1898 году федералисты вместе с прогрессистами Хосе Мария Эскуэрдо бойкотировали выборы. В следующем, 1899 году, они вновь приняли участие в выборах и смогли завоевать два места в Конгрессе депутатов.
В конце XIX века федералисты, пользующиеся поддержкой в основном в каталонских землях, то есть в Каталонии, Валенсии и на Балеарах, сталкиваются с растущей конкуренцией со стороны набирающего популярность каталонского национализма. Так, Вальес постепенно дистанцируется от Пи и Маргаля, сближаясь со сторонниками каталонизма. В Каталонии растёт влияние бывшего федералиста Валенти Альмираля, основавшего свою партию, Каталонский центр, и Республиканского националистического центра. В Валенсии среди республиканцев начинает доминировать бласкисты, сторонники валенсийского писателя и политика Висенте Бласко Ибаньеса, а на Балеарских островах ведущей республиканской силой становится Партия республиканского союза Мальорки.
Для участия в выборах 1901 года федералисты вступили в Республиканскую коалицию, получив в итоге всё те же 2 места.
29 ноября 1901 года умирает Франсеск Пи и Маргаль. Потеря основателя и многолетнего лидера ещё больше ослабила партию. Отношения каталонских федералистов с центральным руководством партии в Мадриде обострились после смерти Пи, его преемник Эдуардо Бенот фактически возглавляет партию номинально. Впрочем, выборы 1903 года завершились для федералистов, чей список возглавил Жосеп Вальес, удачно, партия смогла завоевать 7 мандатов. Но уже следующие выборы, 1905 года, для федералистов во главе с Франсеском Пи и Арсуага, сыном Франсеска Пи и Маргаля, закончились потерей 3 мест.
В выборах 1907 года федералисты участвуют в составе коалиции «Каталанская солидарность» (кат. Solidaritat Catalana) во главе с лидером автономистов из Регионалистской лиги Энриком Пратом-де-ла-Риба и объединившей большую часть каталонских политиков, даже из числа карлистов. Создание коалиции стало возможным на волне возмущения, спровоцированной нападением военных 25 ноября 1905 года на редакции каталонских еженедельников «Кукушка» (кат. ¡Cu-Cut!) и «Голос Каталонии» (кат. La Veu de Catalunya), опубликовавших незадолго до этого антимилитаристские карикатуры. Нападение, вошедшее в историю как «Инцидент ¡Cu-Cut!» вызвало большой резонанс как в Каталонии, так и по всей Испании, приведя к серьёзному политическому кризису. Отказа короля Альфонсо XIII наказать виновных и принятие Акта о юрисдикции (исп. Ley de Jurisdicciones) по которому все преступления «против страны или армии» передавались в юрисдикцию военной юстиции, лишь усугубили ситуацию. «Каталанская солидарность» получила 6,9 % голосов и 40 мест в Конгресс депутатов, из которых 6 досталось федералистам.
В 1909 году республиканцы-федералисты вместе с Республиканским союзом, республиканцами-радикалами Алехандро Лерруса и социалистами создают коалицию Союз республиканцев и социалистов, которую возглавил известный писатель и публицист Бенито Перес Гальдос. На выборах 1910 года Союз выступил удачно, набрав 10,3 % и завоевав 27 мандатов, но из них федералистам досталось только 2. Зато выборы удачно завершились для Республиканского националистического федерального союза, созданного в апреле того же года бывшим членом Федеральной партии Жозепом Марией Вальесом и Риботом, получившего по их итогам 11 мест. К новой партии присоединились многие члены и сторонники федералистов.
Выборы 1910 года стали последними для Федеральной партии. Фактически, после 1912 года она прекращает свою деятельность. Оставшиеся деятели и члены партии присоединяются к набирающим популярность Федеральному союзу Вальеса, Республиканскому союзу Николаса Сальмерона и радикалам Лерруса.

### Восстановление партии (1930—1936)
В 1930 году, на волне растущего недовольства монархией, группа политиков во главе с Хоакином Пи и Арсиагой, младшим сыном Франсеска Пи и Маргаля, объявляют о создании Республиканской (Испанской) федеральной партии (исп. Partido Republicano Federal или исп. Partido Federal Español), наследника исторической Федеральной демократической республиканской партии. Федералистам было предложено принять участие в «Пакте Сан-Себастьяне», участники которого, крупнейшие республиканские партии Испании, образовали «Республиканский революционный комитет», что по мнению историков стало «центральным событием оппозиции монархии Альфонсо XIII». В силу внутренних организационных причин федералисты не смогли отправить делегацию для участия в подписании пакта.
После провозглашения Второй Республики, федералисты приняли участие в выборах в Учредительные кортесы 28 июня 1931 года в составе коалиции Союз республиканцев и социалистов, завоевав 16 мандатов. Среди избранных от партии были, в том числе, Хоакин Пи и Арсиага (Барселона); Хосе Франчи и Рока (Лас-Пальмас), позднее выступавший в качестве представителя федералистов при обсуждении проекта новой конституции;, Мануэль Иларио Аюсо Иглесиас (Сория); Родриго Сориано (город Малага); Хуан Компани Хименес (Альмерия); председатель партии Эдуардо Барриоберо (Овьедо, в парламенте присоединился к группе, известной как «Кабаны»).
12 июня 1933 года был сформирован III кабинет Мануэля Асаньи, в котором пост министра индустрии и коммерции занял федералист Хосе Франчи и Рока.
Накануне выборов в I Кортесы Республики в ноябре 1933 года федералисты из-за серьёзных внутренних противоречий раскололась на три части, которые участвовали в предвыборной кампании отдельно друг от друга, сумев завоевать 4 мандата. В результате, группа Барриоберо смогла провести в парламент 3 депутатов по спискам коалиции Каталонская левая, группа экс-министра Франчи вынуждена была удовольствоваться 1 местом, Федеральная крайне левая осталась без представительства в Кортесах.
К выборам во II Кортесы Республики в феврале 1936 года партия смогла восстановить своё единство под руководством Эдуардо Барриоберо. Вступив широкую коалицию левореспубликанских сил Народный фронт, федералисты смогли завоевать 2 места в парламенте.

## Результаты на выборах
| Выборы                         | Мандаты    | +/-  | %     | Лидер списка                                                                 | Примечания |
| ------------------------------ | ---------- | ---- | ----- | ---------------------------------------------------------------------------- | --- |
| 1869                           | 83 из 352  | —    | 23,58 | Франсеск Пи и Маргаль, Эмилио Кастеллар, Николас Сальмерон                   | Под названием Республиканская демократическая партия в союзе с республиканцами-централистами |
| 1871                           | 52 из 391  | ▼31  | 13,3  | Франсеск Пи и Маргаль                                                        | |
| 1872 (апрель)                  | 52 из 391  | ▬    | 13,3  | Франсеск Пи и Маргаль                                                        | |
| 1872 (август)                  | 78 из 391  | ▲26  | 19,95 | Франсеск Пи и Маргаль, Эмилио Кастеллар                                      | |
| 1873                           | 346 из 383 | ▲268 | 90,34 | Франсеск Пи и Маргаль, Эмилио Кастелар, Николас Сальмерон, Хосе Мария Оренсе | |
| Период бездействия (1875—1881) |            |      |       |                                                                              | |
| 1886                           | 1 из 395   | ▼345 | 0,25  | Франсеск Пи и Маргаль                                                        | |
| 1891                           | 4 из 401   | ▲3   | 1,0   | Франсеск Пи и Маргаль                                                        | |
| 1893                           | 9 из 401   | ▲5   | 2,24  | Франсеск Пи и Маргаль                                                        | В составе коалиции Республиканский союз |
| 1896                           | 0 из 401   | ▼9   | —     | Франсеск Пи и Маргаль                                                        | |
| 1898                           | 0 из 401   | —    | —     | Франсеск Пи и Маргаль                                                        | Бойкотировала выборы |
| 1899                           | 2 из 402   | ▲2   | 0,5   | Франсеск Пи и Маргаль                                                        | |
| 1901                           | 2 из 402   | ▬    | 0,5   | Франсеск Пи и Маргаль                                                        | В составе Республиканской коалиции |
| 1903                           | 7 из 403   | ▲5   | 1,74  | Жосеп Мария Вальес и Рибот                                                   | |
| 1905                           | 4 из 404   | ▼3   | 1,0   | Франсеск Пи и Арсиага                                                        | |
| 1907                           | 6 из 404   | ▲2   | 1,49  |                                                                              | В составе коалиции «Каталанская солидарность» |
| 1910                           | 2 из 404   | ▼4   | 0,5   |                                                                              | В составе коалиции Союз республиканцев и социалистов |
| Период бездействия (1912—1930) |            |      |       |                                                                              | |
| 1931                           | 16 из 470  | ▲14  | 3,4   | Хоакин Пи и Арсиага                                                          | В составе коалиции Союз республиканцев и социалистов, включая нескольких независимых федералистов |
| 1933                           | 4 из 473   | ▼12  | 0,85  | Хосе Франчи, Эдуардо Барриоберо                                              | Накануне выборов партия раскололась из-за серьёзных внутренних противоречий на группу министра Франчи (1 депутат), группу Барриоберо (3 депутата по спискам Каталонской левой) и Федеральную крайне левую |
| 1936                           | 2 из 473   | ▼2   | 0,42  | Эдуардо Барриоберо                                                           | В составе коалиции Народный фронт |
| Источник: Historia Electoral   |            |      |       |                                                                              | |

## Пресса
Республиканская федеральная партия имела многочисленные родственные издания, такие как газеты «Федералист» (исп. El Federalista), «Каталонское государство» (исп. El Estado Catalán) и «Альянс народов» (исп. La Alianza de los Pueblos) в Барселоне, «Эмпорданец» (исп. El Ampurdanés) в Фигерасе, «Ирисы народа» (исп. El Iris del Pueblo) в Пальма де Майорке, «Равенство» (исп. La Igualdad), «Дискуссия» (исп. La Discusión) и «Испанский народ» (исп. El Pueblo Español) в Мадриде.

## Персоналии
Видной активисткой партии в начале 1930-х г. была Ильдегарт Родригес Карбальейра, перешедшая туда из ИСРП.